# Valašská Bystřice
Valašská Bystřice (in tedesco Walachisch Bistritz) è un comune della Repubblica Ceca facente parte del distretto di Vsetín, nella regione di Zlín.